# 宇野求
宇野 求（うの もとむ、1954年－）は、日本の建築家。東京理科大学教授。
東京都出身。武蔵高等学校を経て、東京大学工学部建築学科卒業。1984年同大学大学院建築学専攻博士課程修了（工学博士）。1985年フェイズ・アソシエイツ設立、代表。1994年千葉大学工学部助教授。2001年同教授。2007年より現職。建築家として多数の実作および受賞がある。

## 主な設計作品
- MURAMATSU HOUSE　(第9回吉岡賞)
- 豊橋駅東口駅前広場(デザイン監修、日本技術開発と共同  新建築9812)
- VILLA FUJII (新建築0010)
- 四谷テンポラリーオフィス

## 主な著書
- テクノスケープ（共著、鹿島出版会）
- 技術知の本質、技術知の射程（共著、東京大学出版会）
- 再読：日本のモダンアーキテクチャー（共著、彰国社）
- NEW WAVE OF WATERFRONT - PROCESS CITY（共著、新建築社）
- あたらしい建築計画（彰国社）
- 東京計画2001（鹿島出版会）
- New Wave of Architecture in Europe and Japan 2002（共著、現代企画室）
- 続モダニズム建築の軌跡（共著、INAX出版）
- Another 100 of world's best houses（The Image Publishing Groupe Pty Ltd）
- コンバージョンが都市を再生する、地域を変える（共著、日刊建設通信新聞社）
- 海辺の環境学（共著、東京大学出版会）
- 再生する都市（共著、ラトルズ）
- 建築家のメモII メモが語る歴史と未来（共著、丸善）
- Future Visionの系譜　-水の都市の未来像（共著、鹿島出版会）
- ペンシルビルの連結（共著、日本建築学会）
- ストリートスマートな建築へ（鹿島出版会）